# Étienne Perrichont
Étienne Perrichont, né le 11 mai 1817 à Saint-Julien-la-Genête (Creuse) et mort le 12 juillet 1899 à Paris, est un entrepreneur de travaux publics et homme politique français.

## Biographie
Etienne Perichon (avec un seul « r » et sans « t » sur son acte de naissance) est le fils de Marguerite Depoute et de Gilbert Perichon, un journalier analphabète d'Évaux-les-Bains. Il devient orphelin à l'âge de dix ans. En 1843, il épouse la fille d'une journalière et d'un père non déclaré.
En 1848, il entre aux travaux des ponts et chaussées comme entrepreneur. À ce titre, il est chargé de l'exécution de l'emplacement de la gare de Nevers.
En 1854-1856, sa première grande réalisation est le réservoir des Settons, aménagé sur la Cure, dans le massif du Morvan, afin de maintenir le niveau de la Seine pendant les basses eaux. Au cours des années 1860, il construit de grands ouvrages d'art tels que le viaduc de La Méaugon,, le viaduc de Morlaix, le pont de l'Alleud et le viaduc d'Auteuil. Devenu très riche, il s'établit à Auteuil, au no 14 de la villa de la Réunion (rue Chardon-Lagache).
Pendant le siège de Paris (1870-1871), Perrichont exécute gratuitement des travaux de nivellement dans le cadre de la défense de la rive droite et participe aux secours accordés aux familles nécessiteuses des gardes nationaux de son quartier. Après le siège, il est chargé de rétablir la navigation sur le canal de Briare entre l'écluse de Lépinoy et Châtillon-sur-Loing afin de faciliter le ravitaillement de la capitale.
Dès le début de la campagne contre la Commune, en mars 1871, il se met en rapport avec le bureau du Génie, à Versailles, pour participer à la reprise de Paris. Le 10 mai, soit onze jours avant l'arrivée des troupes versaillaises, il retourne dans son quartier afin de prévenir les habitants d'un bombardement imminent. Il est alors arrêté par des communards et emmené au poste de la rue François-Gérard avant d'être finalement relâché. Après l'écrasement de la Commune, les services rendus par l'entrepreneur lui valent d'être nommé chevalier de la Légion d'honneur par décret du 16 novembre suivant.
Perrichont professe des opinions politiques bonapartistes. Candidat à un siège de conseiller municipal de Paris dans son quartier d'Auteuil lors des élections municipales des 23 et 30 juillet, il perd face au candidat soutenu par l'Union parisienne de la presse, Alphonse Leclerc. Il pose à nouveau sa candidature en tant que « conservateur » en janvier 1878. Il renonce cependant avant le premier tour, ce qui n'empêche pas quelques dizaines de voix de se porter sur son nom. Le candidat républicain Léopold Cernesson est alors élu.
Après s'être consacré à ses travaux (dont ceux du fort de Stains, du fort d'Écouen (d) et de la redoute de la Butte-Pinson), récompensés par une médaille d'or à l'exposition universelle de 1878, et après avoir notamment construit le pont de Tolbiac, Perrichont, âgé de 70 ans, retente une troisième fois sa chance dans son quartier à l'occasion des élections de mai 1887. Concourant cette fois-ci avec le soutien des républicains antiautonomistes (républicains modérés opposés aux partisans de l'autonomie de la capitale), il obtient 466 voix et arrive en seconde position au premier tour, derrière le sortant Cernesson (907 voix), et devant le conservateur Albert Gillou (437 voix) et le radical César Pascal (129 voix). Malgré le désistement de Gillou, Perrichont est battu au second tour.
Cernesson ayant renoncé à son mandat municipal après avoir été élu député, une élection partielle est organisée les 21 et 28 octobre 1888. Divisés notamment par le phénomène boulangiste, les radicaux partent en ordre dispersé. Candidat pour la quatrième fois, Perrichont fait à nouveau campagne en se concentrant sur les enjeux municipaux mais il promet de donner sa voix à un candidat républicain aux prochaines élections sénatoriales. Il arrive cette fois-ci en première position au premier tour, devant Francis Bocandé (radical), L. M. Jehan (conservateur libéral, c'est-à-dire de tendances royaliste et cléricale), Émile Saint-Lanne (radical), Charles André (socialiste), L. Carillon, F. Picard et Coquet (radicaux de nuances diverses). Critiqué par ses concurrents pour son ralliement récent et opportuniste à la République, Perrichont en appelle néanmoins à la discipline républicaine et l'emporte au second tour, par 813 suffrages, contre 755 à Bocandé, 210 à Jehan et 35 à Coquet.
Talonné par le boulangiste Barbier au premier tour des élections municipales de 1890, Perrichont est réélu au second tour avec le soutien de l'Union libérale. Il est à nouveau réélu trois ans plus tard face à Saint-Lanne. Doyen du conseil municipal, il quitte celui-ci en 1896. Il est alors remplacé par son petit-fils, Eugène Le Breton (fils de l'entrepreneur Jean-Marie Le Breton).
Mort à son domicile de la villa de la Réunion le 12 juillet 1899, il est inhumé le 15 juillet au cimetière d'Auteuil (9e division) après une cérémonie religieuse à Notre-Dame-d'Auteuil.